# فرقة بانزر 27 (الفيرماخت)
فرقة بانزر 27 (الفيرماخت) فرقة مدرعة غير مكتملة ( بانزر ) للفيرماخت الألماني خلال الحرب العالمية الثانية. بدأ تشكيلها في القطاع الجنوبي للجبهة الشرقية في أواخر عام 1942، لكنه لم يكتمل أبدًا بسبب فقدان أصوله خلال الهجمات المضادة السوفيتية في معركة ستالينجراد، ولم يتم إجراء أي محاولات أخرى لإعادة تشكيل الفرقة.

## التاريخ العملياتي
خلال صيف وخريف عام 1942، تم تشكيل جزء من الفرقة في فرنسا، بما في ذلك فوج المدفعية التابع للفرقة. في غضون ذلك، في الجبهة الشرقية، تم تشكيل اللواء ميشاليك (بقيادة العقيد هيلموت ميشاليك) حول فوج بانزر غرينادير 140 (الذي كان سابقًا جزءًا من فرقة بانزر 22). 

## القادة
- اوبرست هيلموت ميشاليك (الإنشاء - 29 نوفمبر 1942)
- أوبرست هانز تروجر (30 نوفمبر 1942 - 26 يناير 1943)
- أوبرست يواكيم فون كرونهلم (26 يناير 1943 - تم إلغاؤه)

### قائمة المراجع
- Mitcham ، Samuel W. German Order of Battle Volume Three: Panzer ، Panzer Grenadier ، and Waffen SS Divisions in WWII ، Stackpole Military History Series ، 2007. (ردمك 0811734382)